# Seznam postav v komiksech Tintinova dobrodružství
Toto je seznam postav, které se vyskytují v komiksech Tintinova dobrodružství od belgického kreslíře Hergého.

## Hlavní postavy
- Tintin – odvážný mladý reportér
- kapitán Archibald Haddock (v překladu Egmont 1994–1995 jako kapitán Treska) – věčně opilý Tintinův přítel (poprvé se objevil v komiksu Krab se zlatými klepety, následně vystupoval ve všech dalších albech)
- Kadlec a Tkadlec (v překladu Egmont 1994–1995 jako Thomson a Thompson – dle anglického překladu; v animovaném seriálu Tintinova dobrodružství jako Hornát a Hornád) – dvojčata detektivové (poprvé se objevili v komiksu Tintin v Kongu, dále potom ve Faraonových doutnících a ve všech následujících albech, vyjma Letu 714 do Sydney)
- Filuta (v překladu Egmont 1994–1995 jako Špunt; v seriálu jako Milouš) – Tintinův pes
- Tryfon Hluchavka (v překladu Egmont 1994–1995 jako Klaus Kalkulus – dle anglického překladu; v seriálu profesor Tertius Fosfátus) – bláznivý a hluchý profesor (poprvé se objevil v komiksu Poklad Rudého Rackhama a dále vystupoval již ve všech následujících albech)
- Nestor – sluha na zámku Moulinsart (objevil se v komiksech Tajemství Jednorožce, 7 křišťálových koulí, Tintin v zemi černého zlata, Míříme na Měsíc, Případ Hluchavka, Koks na palubě, Šperky madam Castafiore, Tintin a los Pícaros a Tintin a Alf art)

## Vedlejší postavy

### Bobby Smiles
Bobby Smiles byl vůdce gangu soupeřícího s Al Caponem. Objevil se v příběhu Tintin v Americe, kde se snaží Tintina zlikvidovat, souboje mezi ním a Tintinem zaberou velkou část komiksu. Smilesovi se dokonce podařilo poštvat proti Tintinovi indiány, byl však zajat a odeslán policii.
V animovaném seriálu však spíše pracuje pro Al Capona, než aby s ním soupeřil.

### Micuhirato
Micuhirato je krutý japonský dvojitý agent, objevuje se v komiksu Modrý lotos. Byl majitelem obchodu s dámským oblečením v ulici Míru v Šanghaji, ale také obchodoval s drogami spolu s Robertem Rastapopulosem a pracoval jako agent pro japonskou vládu. Micuhirato byl společně s ostatními Japonci charakterizován jako zlá, intrikující osoba, využívající politickou nestabilitu v Číně, aby pomohla připojení Číny k Japonsku. Na konci komiksu Modrý Lotos spáchal sebevraždu.

### Další postavy
- Abdaláh – syn emíra Ibn Al-Kulajdy a strašný vtipálek (objevil se v komiksech Tintin v zemi černého zlata a Koks na palubě)
- Herkules – vědec
- Roberto Rastapopulos – miliardář, majitel filmové společnosti Kosmos Pictures, šéf bandy s drogami, zločinec (objevil se v komiksech Faraonovy doutníky, Modrý lotos, Koks na palubě a Let 714 do Sydney)
- Alcázar – generál, jihoamerický diktátor (objevil se v epizodě Tintin a los pícaros, v Ulomeném uchu bojoval proti generálu Tapiocovi)
- Tapioca – generál, jihoamerický diktátor, protivník Alcázara (objevil se v komiksech Ulomené ucho, 7 křišťálových koulí, Koks na palubě a Tintin a los pícaros)
- Dr. J. W. Müller – doktor, zločinec (objevil se v komiksech Černý ostrov a Tintin v zemi černého zlata)
- Čang Čong-žen – Tintinův přítel (objevil se v komiksech Modrý lotos a Tinitin v Tibetu)
- Bianca Castafiore – operní zpěvačka (objevila se v komiksech Žezlo krále Otokara, 7 křišťálových koulí, Případ Hluchavka, Koks na palubě, Šperky madam Castafiore, Tintin a los Pícaros a Tintin a alf-art, v komiksech Tintin v zemi černého zlata a Tintin v Tibetu zpívala v rádiu)
- Allan Thompson – zločinec (objevil se v komiksech Faraonovy doutníky, Krab se zlatými klepety, Koks na palubě a Let 714 do Sydney)
- Al Capone - šéf chicagských gangsterů (objevil se v komiksu Tintin v Americe)
- Plukovník Boris Jorgen - služebník krále Otokara, zločinec (objevil se v komiksech Žezlo krále Otokara, Míříme na Měsíc a První kroky na Měsíci, kde se sám zabil)
- Hypolit Kalys - vědec, astronom (objevil se v komiksu Záhadná hvězda)
- Piotr Szpim - pilot (objevil se v komiksech Koks na palubě a Let 714 do Sydney)
- Serafín Lampion - pojišťovák, vtipálek (objevil se v komiksech Případ Hluchavka, Koks na palubě, Šperky madam Castafiore, Let 714 do Sydney, Tintin a los Pícaros a Tintin a alf-alt)
- senhor Oliveira de Figueira - obchodník (objevil se v komiksech Faraonovy doutníky, Tintin v zemi černého zlata a Koks na palubě)
- Inženýr Wolff - vědec, zločinec (objevil se v komiksech Míříme na Měsíc a První kroky na Měsíci, kde spáchal sebevraždu, aby zachránil posádku)
- emír Ibn Al-Kulajda - panovník, otec Abdalláha (objevil se v komiksech Tintin v zemi černého zlata a Koks na palubě)
- pan Sacharin - nadšený sběratel modelů lodí (objevil se v komiksech Tajemství jednorožce a Tintin a alf-art)
- Pablo - zločinec (objevil se v komiksech Ulomené ucho, kde Tintinovi zachránil život a Tintin a los Pícaros, kde ho podrazil)
- Ridgewell - bílý Indián, člen kmene Arumbaja (objevil se v komiksech Ulomené ucho a Tintin a los Pícaros)
- Alonso Pérez, Ramon Bada - zločinci (objevili se v komiksu Ulomené ucho)